# Brísgavos

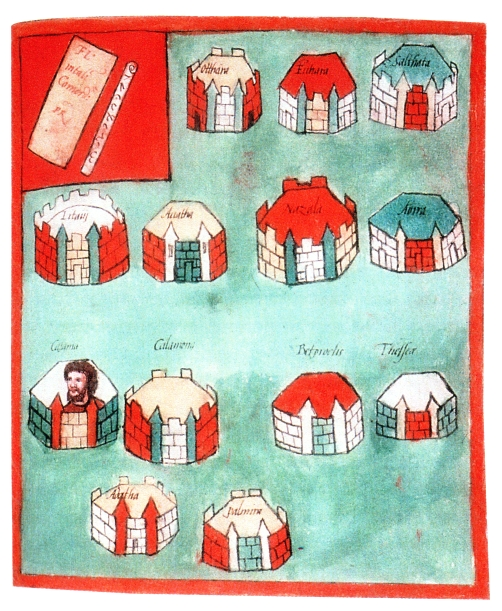
Reprodução do Notitia Dignitatum com cidades pertencentes à jurisdição de Vadomário quando este servia ao exército romano

Brísgavos (em latim: Brisgavi) ou brisígavos (Brisigavi; em alemão: Breisgauer) foram uma subtribo alamana, um dos vários povos germânicos da Antiguidade Tardia, que fora registrada nos séculos IV-V na histórica Brisgóvia, uma região nomeada em homenagem a eles e que se localiza no sudoeste do estado de Bade-Vurtemberga, ao sul da Floresta Negra, na Alemanha.
Uma das primeiras menções aos brísgavos fora feita em 354 por Amiano Marcelino, que afirmou que os reis Vadomário e Gundomado estiveram envolvidos em saques realizados contra as possessões romanas da Gália. Nos anos seguintes, Gundomado seria assassinado e Vadomário incorporado no exército romano como general. O filho de Vadomário, Viticábio, tornar-se-ia rei em 368, mas seria assassinado por seu povo por instigação romana.
Os brísgavos desaparecem do registro histórico até o final do século V, quando são descritos na Notitia Dignitatum como duas unidades de tropas auxiliares romanas, os brísgavos juniores (brisgadi iuniores), que estiveram sob comando do conde da Hispânia, e brísgavos seniores (brisgavi seniores), que estavam estabelecidos na Diocese da Itália Anonária.